# Glockenwise
Glockenwise est un groupe portugais de rock alternatif, originaire de Barcelos. Actif depuis 2006, le groupe est composé de Nuno Rodrigues (chant), Rafael Ferreira (guitare), Rui Fiusa (basse) et Cláudio Tavares (batterie).

## Histoire

### Débuts (2006–2010)
Rodrigues, Ferreira et Fiusa commencent à jouer ensemble à l'adolescence, en 2006, alors qu'ils ont 15 ou 16 ans,. Dans une interview, Ferreira déclare qu'ils avaient commencé à jouer ensemble parce qu'ils ne voulaient pas simplement « coucher dans une petite ville ». Avec l'arrivée de Cristiano Veloso, qui prend la place de batteur, le trio devient un quatuor. Pendant cette période, ils soulignent l'influence d'autres groupes nationaux sur leur travail, citant Vicious Five, Black Bombaim et WrayGunn comme exemples de bon rock produit au Portugal.
Ils commencent à jouer en public dès le début. Au cours de leur première année de vie commune, ils font partie de l'affiche du festival Barcelos on the Rocks, organisé par Honeysound en collaboration avec un certain nombre d'agents locaux, tels que le conseil municipal de Barcelos et Lovers and Lollipops. En 2008, ils participent au concours de groupes de Rockstratu, où ils remportent les prix du meilleur chanteur et de la meilleure présence sur scène, mais perdent le prix final au profit de leurs compatriotes GoDoT.
Le premier album du groupe est l'EP The Glockenwise, sorti en 2009 sur le label discographique indépendant Lovers and Lollipops. Le disque déclenche une nouvelle série de concerts du groupe, qui se produit sur des scènes telles que l'Armazém do Chá (Porto), le Cabaret Maxime (Lisbonne) et le festival Milhões de Festa, entre autres. En 2010 également, le groupe figure dans la compilation annuelle Novos Talentos FNAC et dans un article du journal Público sur la scène rock de Barcelos,.

### Premiers albums (2011–2015)
Le premier album du groupe sort en janvier 2011. Construit sur une base rock et punk, Building Waves est généralement bien accueilli par la critique,,. Le journaliste Mário Lopes le considère comme l'un des meilleurs albums portugais de l'année. L'album est également reconnu en dehors du Portugal, avec une nomination pour le prix du meilleur album indépendant européen par Impala (une association de labels indépendants), aux côtés d'artistes comme Adele, M83 ou Sigur Rós. Cet été-là, ils font leurs débuts sur la scène d'un grand festival de musique, en ouvrant la scène secondaire de Super Bock Super Rock, et en jouant avant Tame Impala.
Leurs albums suivants se succèdent à deux ans d'intervalle : en 2013, ils sortent Leeches et Heat en 2015. Tous deux conservent l'anglais comme langue principale de leurs chansons et du label Lovers and Lollipops.

### Indépendance (depuis 2018)
En 2018, le style musical de Glockenwise est réinventé avec la sortie de Plástico,. Avec son quatrième album, le désormais trio se met à chanter en portugais, s'attirant les éloges de la critique spécialisée et figurant dans les listes des meilleurs albums nationaux de l'année pour des publications telles que Público, Observador et Time Out, ainsi que pour les stations de radio Radar, SBSR FM et Antena 3 (cette dernière a inclus l'album dans sa liste des meilleurs de 2019),,,,,,,.
Sans nouvel album en vue, ils collaborent en 2020 avec Rui Reininho sur le single Calor, une reprise en portugais de Heat, extrait du troisième album du groupe,. Cinq ans après Plástico, le groupe revient au format LP en 2023 avec Gótico Português,.

## Discographie
- 2009 : The Glockenwise EP (Lovers and Lollipops)
- 2011 : Building Waves (Lovers and Lollipops)
- 2013 : Leeches (Lovers and Lollipops)
- 2015 : Heat (Lovers and Lollipops)
- 2018 : Plástico (Valentim de Carvalho)
- 2023 : Gótico Português